# Ollendorf
Ollendorf ist eine Gemeinde im thüringischen Landkreis Sömmerda und verwaltungsrechtlich Teil der Verwaltungsgemeinschaft Gramme-Vippach.

## Name
Auf einer Landkarte Thüringens von Gerhard Mercator wurde Ollendorf noch 1585 als „Oltorff“ bezeichnet. Das legt zunächst die Interpretation des Namens als eine Bezeichnung für ein altes Dorf nahe.
Laut Ernst Förstemann wäre es aber auch denkbar, dass der Wortteil „Ol“ aus dem Wortstamm „Aul“ hervorgeht, welcher von ihm eher als Personenname eingeordnet wird. Leitet man weiter, wie Wilfried Seibicke, die mitteldeutsche Bezeichnung eines Töpfers, den Aulner, vom mittelhochdeutschen Wort für Topf „ûle“, lat. „olla“ ab, hat das durchaus Ähnlichkeit mit Schreibweisen, die Ollendorf im Laufe seiner Geschichte trug. Es wäre also genauso denkbar, dass der Ort schon in alten Zeiten als Herstellungsort von Töpferwaren bekannt war. Hinzu kommt, dass es bis heute in Ortsnähe Tonvorkommen gibt.

## Geografie
Das Dorf ist am Ursprung des Rossenbaches gegründet worden, der in der Ortslage mit einer kräftig schüttenden Quelle entspringt, die der Heilsborn genannt wird. Ollendorf befindet sich auf halbem Wege zwischen Weimar und Erfurt am Westhang des Ettersbergs.
Der Reisende durchquert Ollendorf in der Regel, wenn er für den Weg zwischen den zwei Städten nicht über die Autobahn 4 oder die Bundesstraße 7 fährt, sondern den landschaftlich reizvolleren Weg über den Ettersberg einschlägt, wo er am früheren Konzentrationslager Buchenwald vorbei nach Weimar gelangt. Ollendorf liegt am Kreuzungspunkt zweier alter Handelsstraßen: In Nord-Süd-Richtung verläuft von Bad Frankenhausen nach Nürnberg eine alte Salzstraße, in Ost-West-Richtung zieht sich die Via Regia durch den Ort.
Seiner Lage hat Ollendorf auch zu verdanken, dass es heute am Ökumenischen Pilgerweg liegt, der in Görlitz beginnt und sich entlang der Via Regia durch Sachsen, Sachsen-Anhalt und Thüringen bis nach Vacha schlängelt und eine Pilgerfahrt nach Santiago de Compostela ermöglicht.

## Geschichte
Die Anfänge der Besiedlung reichen bis in die frühe Altsteinzeit zurück. Ollendorf wird im Codex Eberhardi der Reichsabtei Fulda in einem auf 822 bis 842 zu datierenden Regest als Ollendorf erstmals erwähnt. Das Dorf entwickelte sich aus zwei Siedlungskernen bei der Oberkirche „Sankt Petri“ (1646 von schwedischer Reiterei zerstört) und der Unterkirche „Sankt Philippus & Jakobus“. Die „Lange Gasse“ verbindet beide Siedlungskerne zu einem Haufendorf.
Lange Zeit bis 1518 gehörte die kaum nachgewiesene Wasserburg den Grafen von Gleichen. Man übergab sie zu dieser Zeit den Herren von Utzberg. 1532 erwarb sie die Stadt Erfurt. 1692 brannte die Anlage ab und wurde 1694 wieder als Wirtschaftshof aufgebaut. Napoleon rastete am 22. Oktober 1813 auf der Flucht nach der Völkerschlacht in diesem Anwesen. Von der Wasserburg sind nur noch wenige verbaute Restanlagen vorhanden. Ein letzter Umbau mit Erweiterung des „Wasserschlosses“ erfolgte 1863. Es befindet sich heute (2011) im Zustand des Verfalls. Jugendgruppen leisten Aufbauarbeit. Der umgebende Wassergraben ist ungepflegt. Ein Fachwerk-Wirtschaftsgebäude an der Dorfstraße dient als „Kulturspeicher“. Mit dem Wiener Kongress kam der Ort mit dem Amt Azmannsdorf zum Großherzogtum Sachsen-Weimar-Eisenach (Amt Vieselbach), zu dessen Verwaltungsbezirk Weimar er ab 1850 gehörte.
Während des Zweiten Weltkrieges kamen 1940 die ersten 21 polnischen Zwangsarbeiter nach Ollendorf.  Ab 1942 folgten 43 Männer und Frauen aus der Sowjetunion und 28 Personen aus dem ehemaligen Jugoslawien. Im März 1944 wurden 68 Personen aus der Ukraine, Polen, Serbien und Kroatien registriert. Zusätzlich waren italienische Militärinternierte aus dem Stalag IX C Bad Sulza und aus dem Lager  Mohlsdorf-Teichwolframsdorf im Einsatz. Die Inhaftierten mussten Zwangsarbeit in der Landwirtschaft verrichten. Es ist bekannt, dass die 18-jährige Zwangsarbeiterin Sinaida Kalaschnikowa aufgrund von „Arbeitsverweigerung“ der Geheime Staatspolizei in Weimar überstellt wurde und vom 2. September bis 1. November 1944 zu „Erziehungshaft“ in das „Arbeitserziehungslager“ Watenstedt eingewiesen

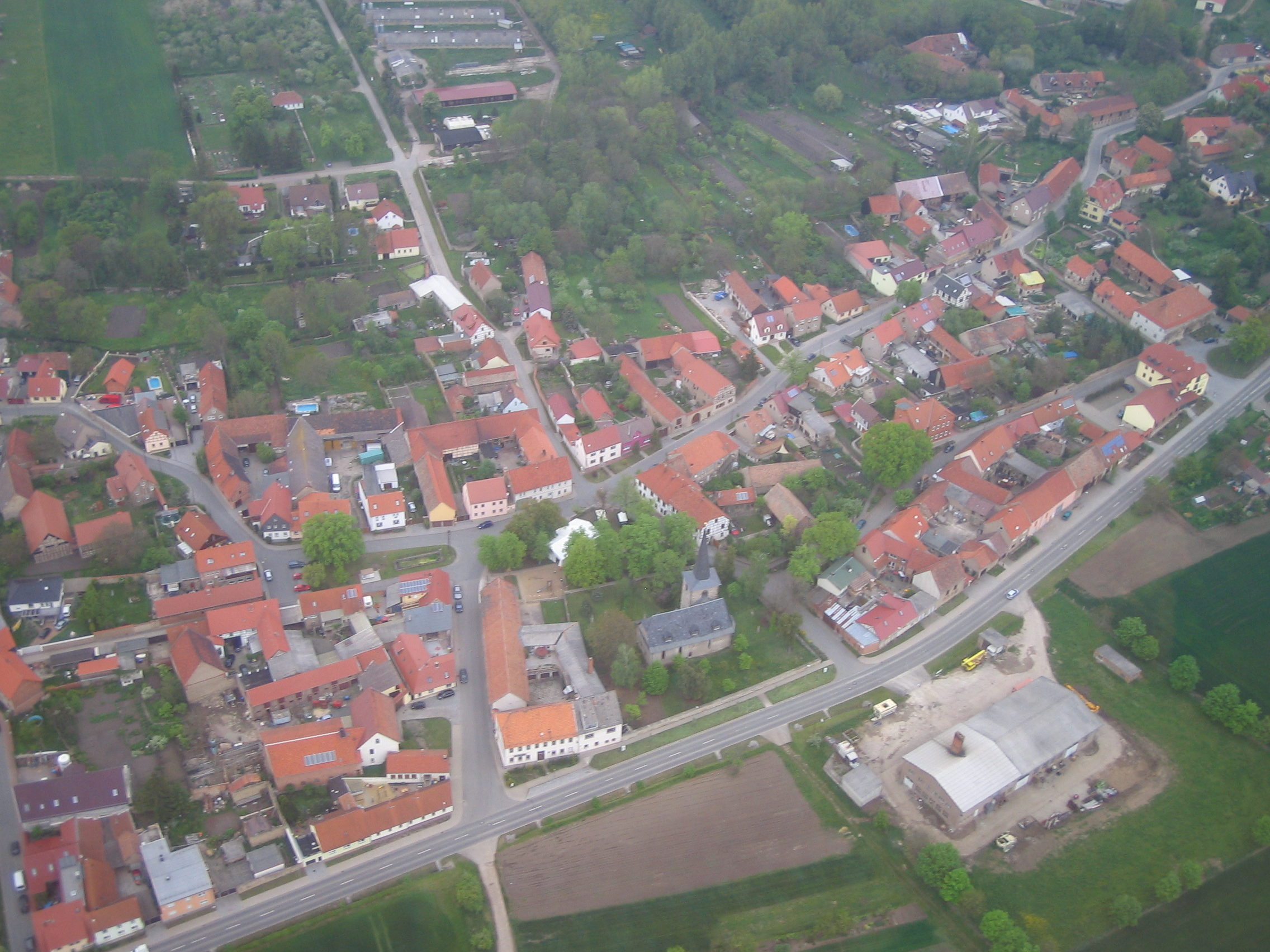
Blick auf Ollendorf (2010)
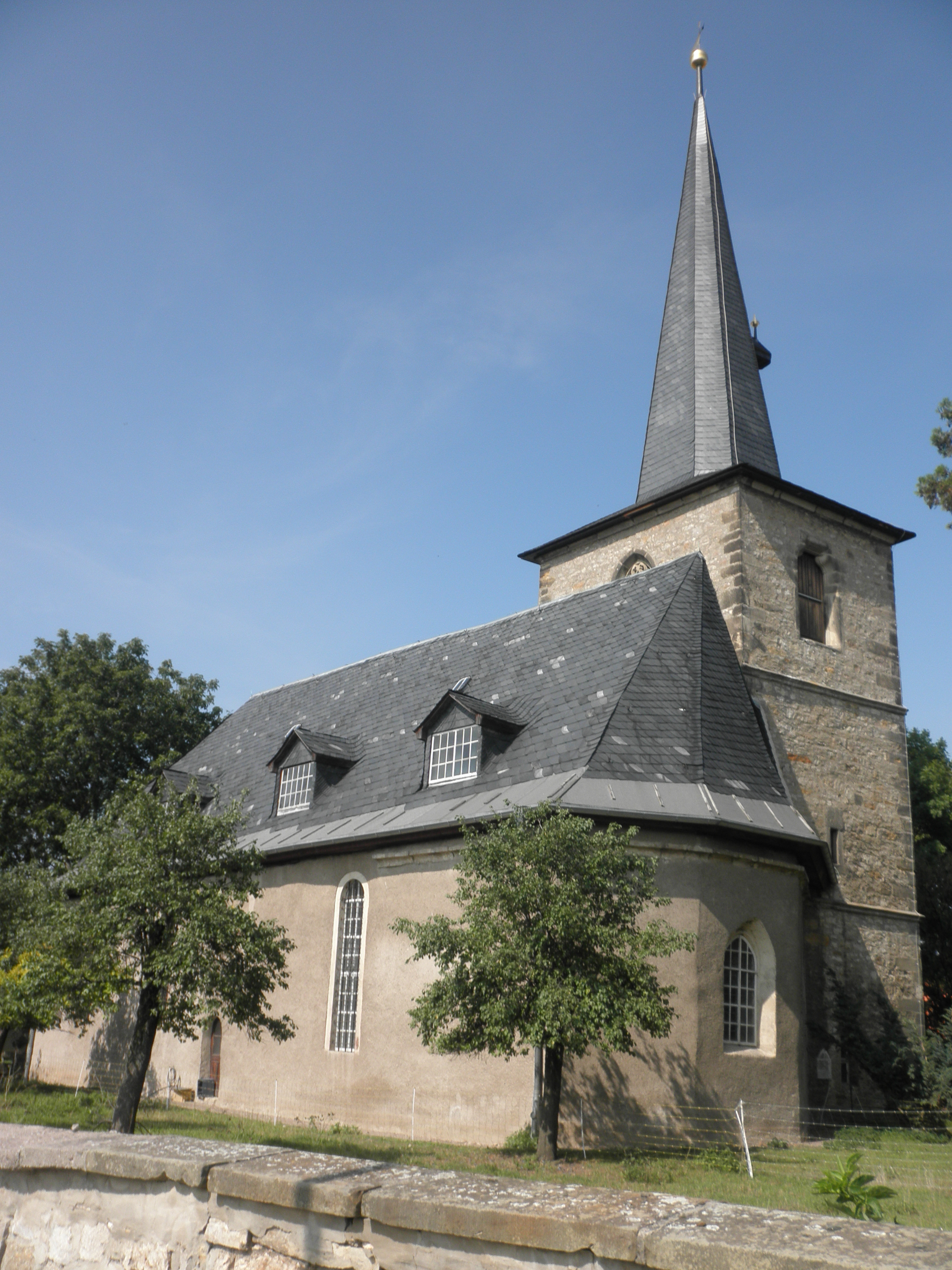
Philippus und Jakobus (2011)
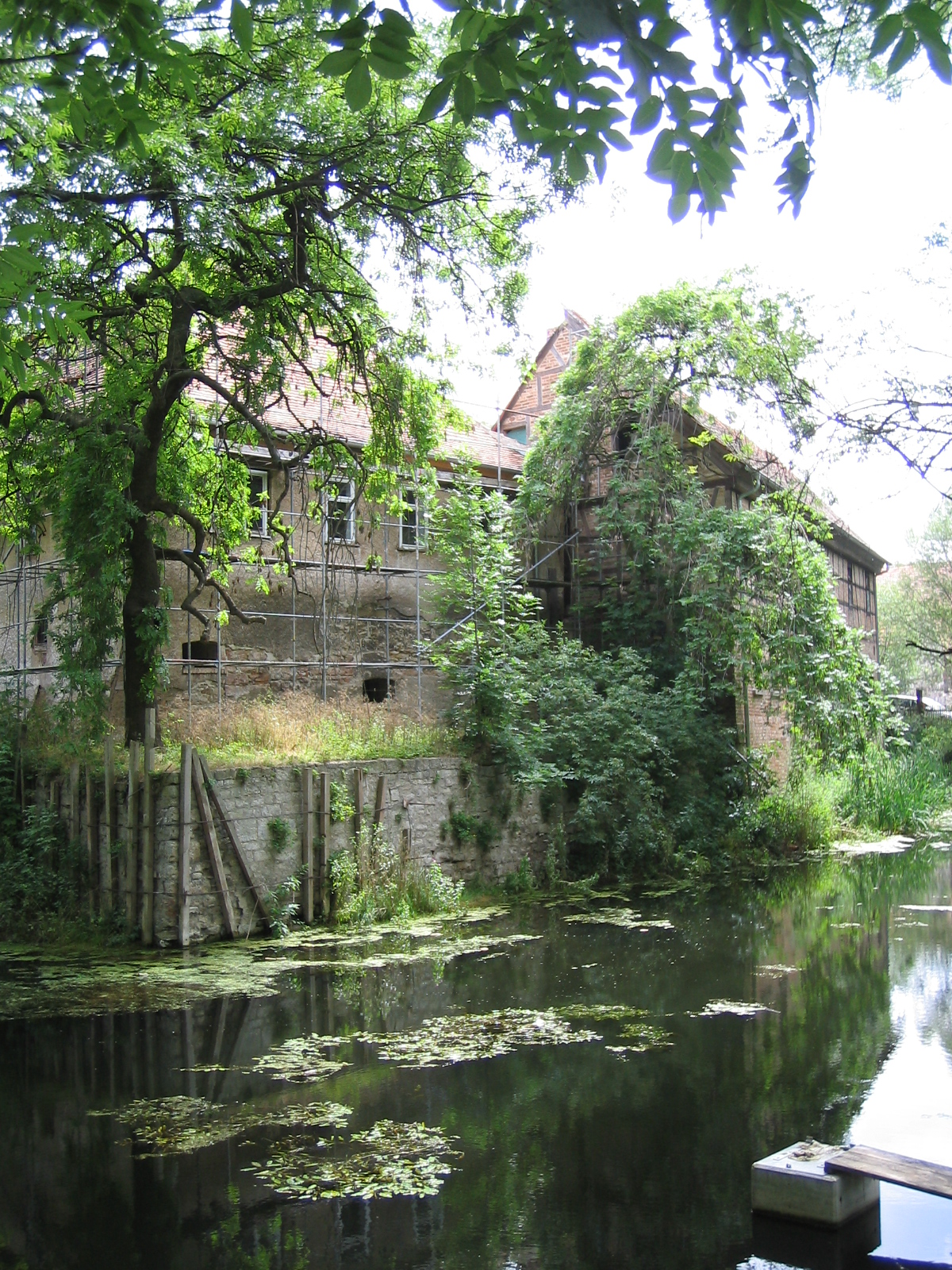
Blick auf Burg und Burggraben (2007)
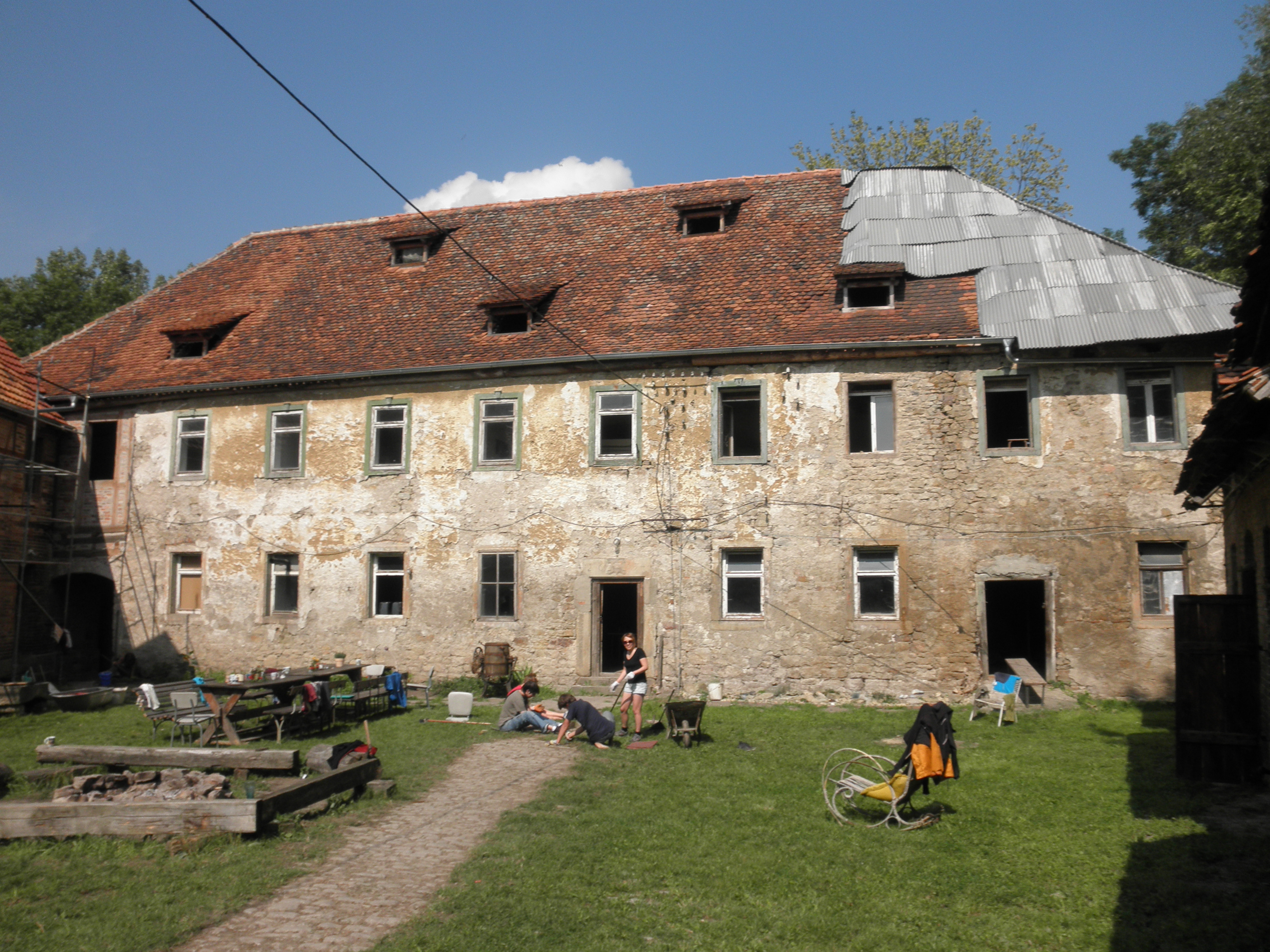
Gutshaus (Wasserschloss) in Ollendorf (2011)

## Kultur und Sehenswürdigkeiten
- Pfarrkirche St. Philippus und Jakobus
- Wasserburg Ollendorf
- Siehe auch: Liste der Kulturdenkmale in Ollendorf

## Vereinsleben
- Sportverein mit den Sektionen Fußball, Breitensport und Kegeln
- Heimat- und Kirmesverein
- Schützenverein
- Freiwillige Feuerwehr
- Laienspielgruppe
- Kirchbauinitiative
- Landfrauenbund

## Veranstaltungen
- Januar – Weihnachtsbaumverbrennung
- 30. April – Maifeuer
- Himmelfahrt – Kirmes
- Juni/Juli – Sportfest des SV 1927 Ollendorf
- September – Dorfflohmarkt
- 10. November – Laternenumzug
- Dezember – Weihnachtsmarkt

## Persönlichkeiten
- Gustav Zunkel (1886–1934), ein deutscher Politiker (NSDAP), in Ollendorf geboren
- Thomas A. Seidel (* 1958), evangelischer Theologe und Historiker, absolvierte von 1986 bis 1988 sein Vikariat in Ollendorf. Ab 1. Januar 1989 als Gemeinde- und Kreisjugendpfarrer im Kirchspiel Ollendorf tätig.